# Partido da União Republicana
O Partido da União Republicana (também chamado de Partido Unionista ou simplesmente União Republicana) foi um partido político português do tempo da I República, resultante da primeira secessão do Partido Republicano Português (a par do Partido Democrático e do Partido Evolucionista), tendo-se constituído em agrupamento político a 26 de Fevereiro de 1912, dois dias depois dos Evolucionistas.
Foi liderado por Brito Camacho e teve no jornal A Lucta o seu órgão de imprensa. Os unionistas foram também chamados de camachistas devido ao seu líder; o partido era depreciativamente referenciado na imprensa da época como o «partido dos intelectuais», pois agrupava grandes personalidades ligadas às ciências, às artes e às letras, mas não conseguindo, porém, grande adesão popular.
Dos três grandes partidos nascidos da cisão do Partido Republicano Português, o Partido Unionista era aquele que se situava ideologicamente mais à direita.
Começou por apoiar o primeiro governo de Afonso Costa, para cedo lhe retirar o apoio. Opôs-se com veemência ao entedimento entre Evolucionistas e Democráticos para formar a União Sagrada, tendo em contrapartida apoiado a acção de Sidónio Pais, nascida em parte também como reacção a este governo de coligação. Mas também cedo se apercebeu que o governo de Sidónio Pais guinava para caminhos que não desejava, tendo-se então alheado ao seu projecto.
Em 1919, já derrubado o sidonismo, com a nomeação do seu líder para o cargo de Alto-Comissário da República para Moçambique, e estando também o Partido Evolucionista órfão (já que o seu líder António José de Almeida fora eleito para a cadeira presidencial), acabou por se unir com este num novo agrupamento político de direita (o Partido Liberal Republicano), a fim de disputar o espaço governativo ao Partido Democrático.

## Resultados eleitorais

### Eleições legislativas
| Data | Votos   | %          | +/-     | Deputados | +/-     | Senadores | +/-     | Status   |
| ---- | ------- | ---------- | ------- | --------- | ------- | --------- | ------- | -------- |
| 1913 | N/D     | 24,0 (3.º) |         | 36 / 153  |         | 18 / 71   |         | Oposição |
| 1915 | 41 865  | 15,0 (3.º) | 9,0     | 15 / 163  | 21      | 11 / 69   | 7       | Oposição |
| 1918 | Boicote | Boicote    | Boicote | Boicote   | Boicote | Boicote   | Boicote | Boicote  |
| 1919 | N/D     | 10,0 (3.º) |         | 17 / 163  |         | 0 / 74    |         | Oposição |